# Garrot de Callander
Pour les articles homonymes, voir Callander.
Le garrot de Callander (en anglais : Callander tourniquet) est un modèle de garrot multi-usages mis au point en 1940 par L. Dougal Callander, chirurgien à l'infirmerie royale de Doncaster : ce garrot est bloqué en étant passé dans une fourche à trois branches avant d'être replié dans une boucle.